# Notherobius nebulosus
Notherobius nebulosus är en insektsart som beskrevs av Tim R. New 1988. Notherobius nebulosus ingår i släktet Notherobius och familjen florsländor. Inga underarter finns listade i Catalogue of Life.